# Гейлорд Опріленд Різорт
Гейлорд Опріленд Різорт & Конференц-центр (англ. Gaylord Opryland Resort & Convention Center), раніше відомий як готель Опріленд — це величезний готель і конференц-центр, розташований у місті Нашвілл, штат Теннессі, США. Належить до мережі готелів «Гейлорд» та є частиною «Ріман Хоспітеліті Пропертіз» (раніше відомий як Гейлорд Ентертейнмент Компані). Готелем керує «Marriott International».
Це найбільший готель без казино в континентальній частині Сполучених Штатів Америки, за винятком Лас-Вегасу, а також посідає 29 місце в рейтингу найбільших готелів світу.

## Історія

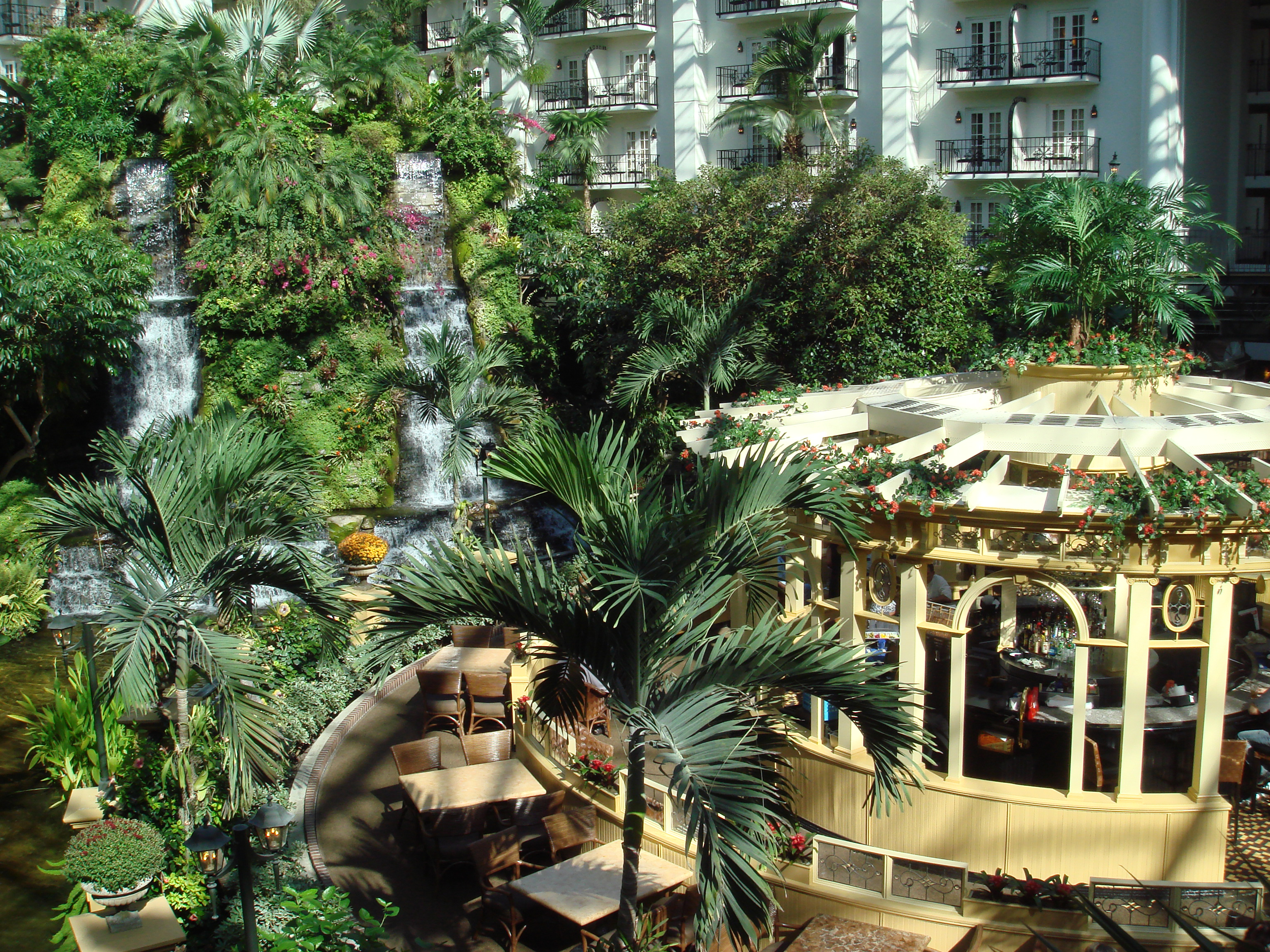
Гейлорд Опріленд Різорт

26 жовтня 2001 року готель Опріленд у Нешвіллі був перейменований у Гейлорд Опріленд Різорт & Конференц-центр (або Гейлорд Опріленд, для стислості), приймаючи свою назву від материнської компанії. Представники компанії в той час заявили, що тривав активний процес створення бренду «Опріленд» у Нешвіллі (та Техасі, на початковому етапі), але він не відповідав проєктам в інших куточках Сполучених Штатів. Згідно з пресрелізом 2003 року, найближчим часом у Гейлорд Опріленді планується побудувати амфітеатр, розрахований на 5000 місць, але ці плани, здається, були залишені на користь розширення конференц-центру.
19 січня 2012 року Гейлорд Ентертейнмент оголосив про нове партнерство з компанією Доллі Партон «Доллівуд» з метою будівництва нового аква і сезонного снігового парку на володінні компанії вздовж алеї Парквей від Гейлорд Опріленд. Було надано $ 50 млн на початковій стадії для проекту в цілому, адже відкриття очікувалось навесні 2014 року. 28 вересня 2012, Доллі вирішила розірвати свою співпрацю щодо нового тематичного парку в Нешвіллі.

## Навмисні радіоперешкоди у безпровідному інтернеті
3 жовтня 2014 року Федеральна комісія із зв'язку в США наклала $ 600 000 штрафу на Марріот за умисне втручання в приватні точки доступу до Wi-Fi, що пов'язують портативні комп'ютери своїх клієнтів та їх власні мобільні телефони на території готельного конференц-центру.